# Rock Art
Rock Art è l'undicesimo album del gruppo AOR/hard rock britannico Magnum. Il disco è uscito nel 1994 per l'etichetta discografica EMI.

## Tracce
1. We All Need to Be Loved – 5:05
2. Hard Hearted Woman – 3:49
3. Back in Your Arms Again – 5:59
4. Rock Heavy – 3:58
5. The Tall Ships – 5:06
6. Tell Tale Eyes – 4:52
7. Love's A Stranger – 5:11
8. Hush-A-Bye Baby – 4:48
9. Just This Side of Heaven – 4:20
10. I Will Decide Myself – 4:15
11. On Christmas Day – 7:10

## Formazione
- Mark Stanway - tastiere
- Tony Clarkin - chitarra
- Bob Catley - voce
- Wally Lowe - basso
- Mickey Barker - batteria